# Centro (Uberlândia)
O Centro de Uberlândia é o principal bairro da cidade, que localiza-se na região do Triângulo Mineiro, estado de Minas Gerais, na região sudeste do Brasil.

## Principais locais do Centro e entornos
Cultura
- Mercado Municipal de Uberlândia.[1]
- Museu Municipal de Uberlândia.
- Teatro Rondon Pacheco.[2]

Praças (principais)
- Praça Tubal Vilela.[3]

## Hipercentro
- O Hipercentro de Uberlândia, fica dentro do entorno entre a Avenida Getúlio Vargas e Avenida Rio Branco, e entre a Praça Clarimundo Carneiro e a Avenida João Naves de Ávila.[4]

## Galeria de fotos

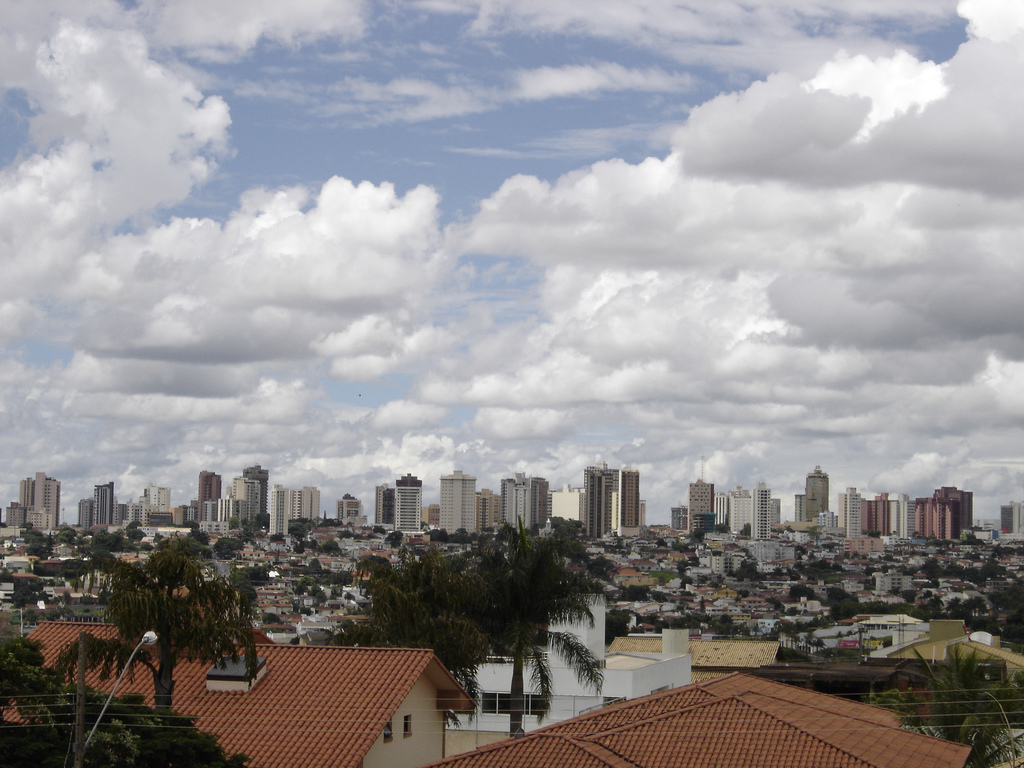
Vista de uma parte da Região Central de Uberlândia
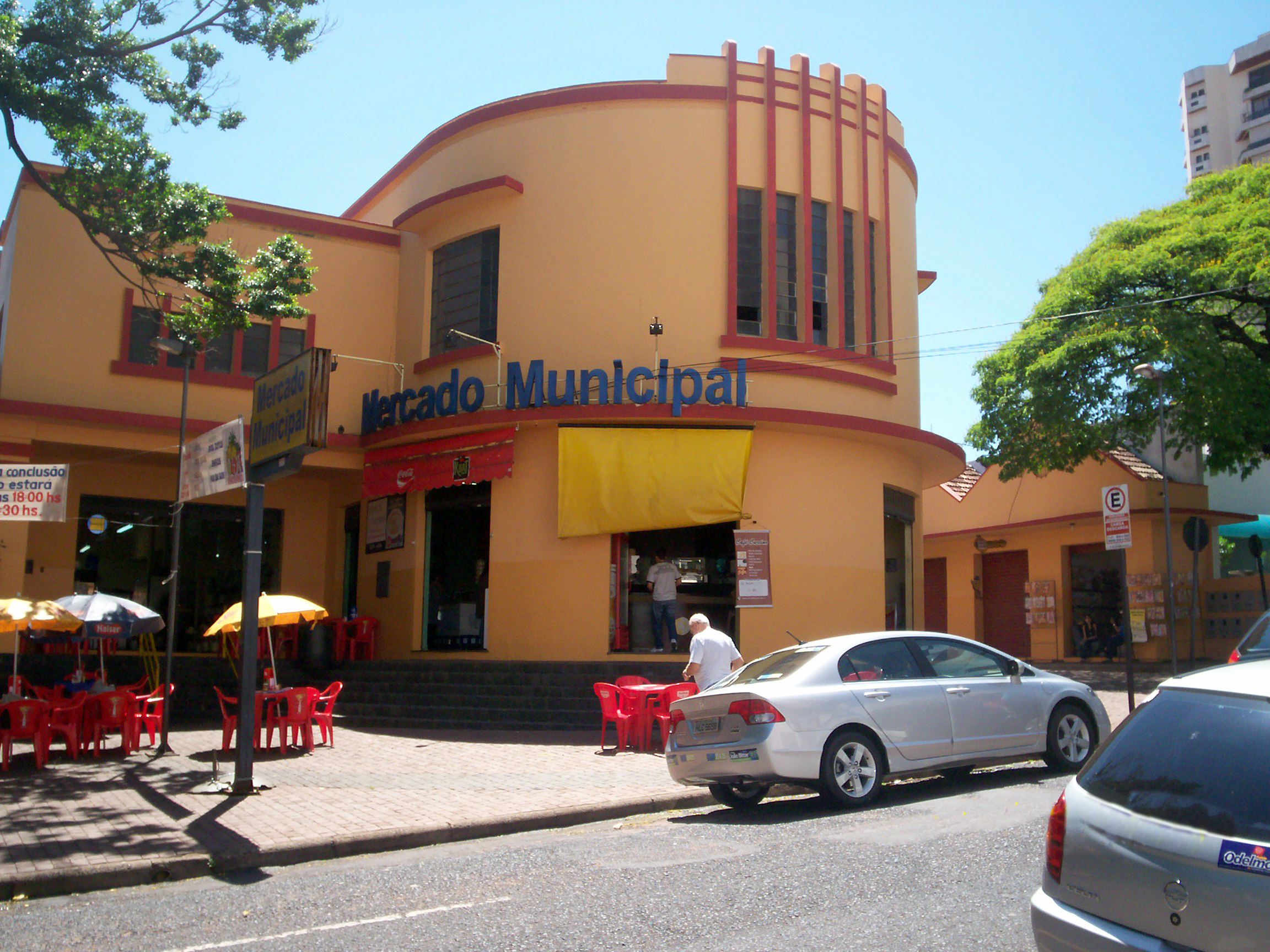
Mercado Municipal de Uberlândia no Centro da cidade
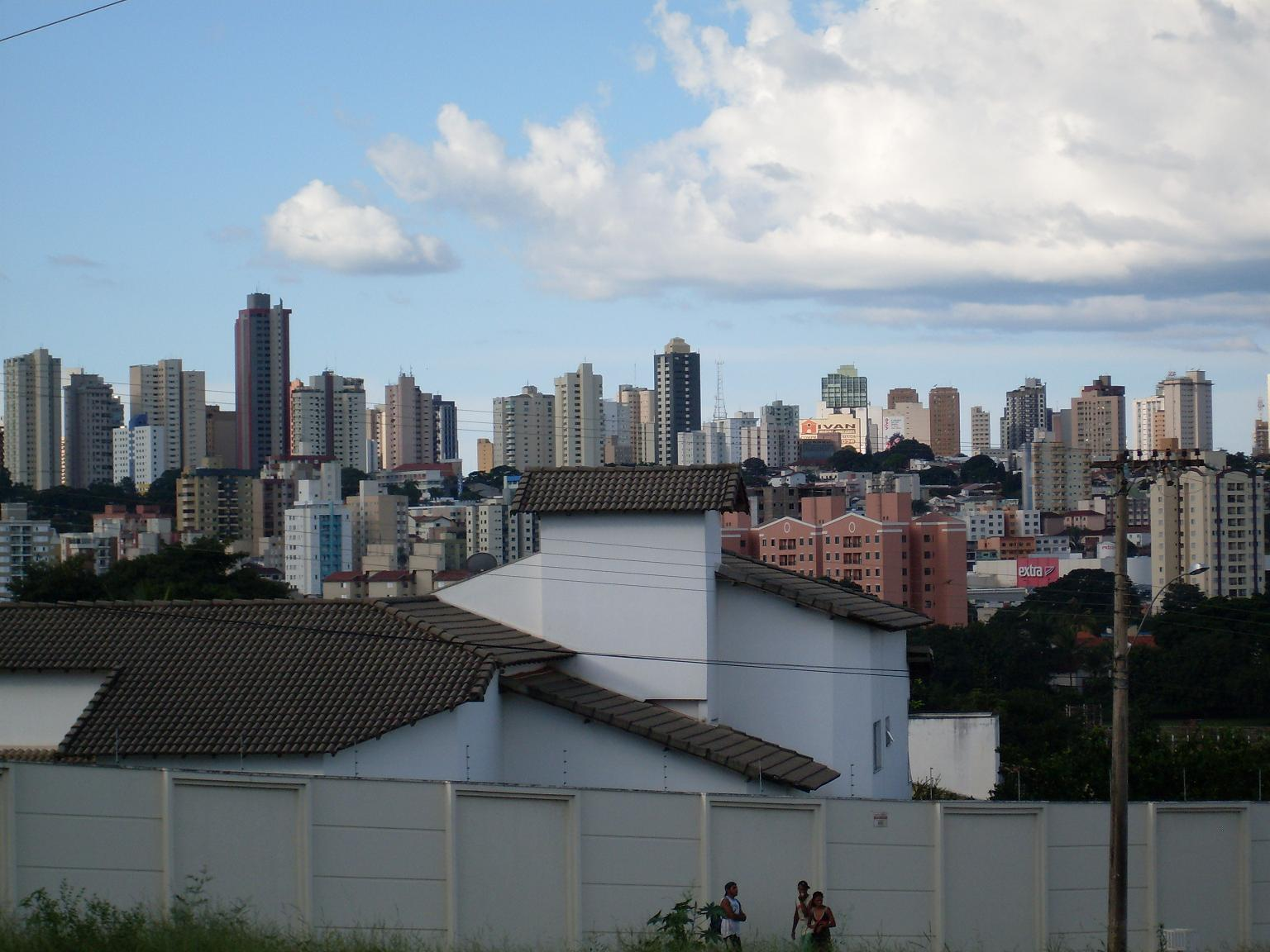
parte da Região Central da cidade de Uberlândia.
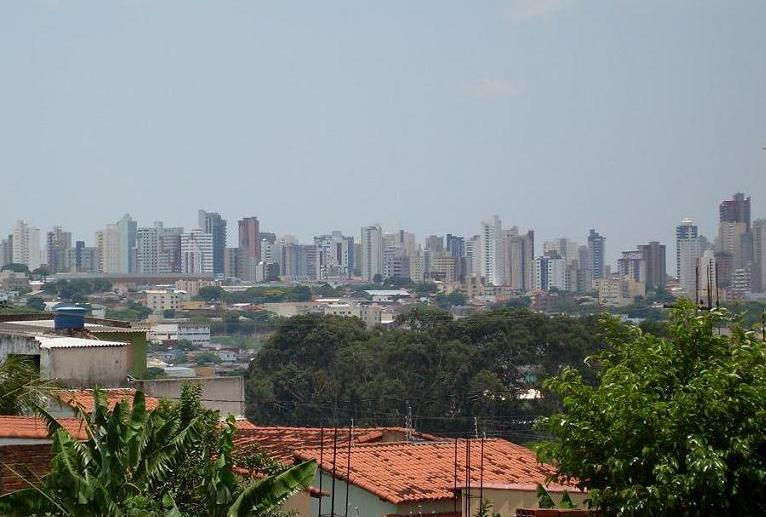
Parte da Região Central de Uberlândia.